# 贾拉勒·塔拉巴尼
贾拉勒·塔拉巴尼（‎，1933年11月12日—2017年10月3日），库尔德人，他是伊拉克历史上第一位库尔德人总统。

## 生平

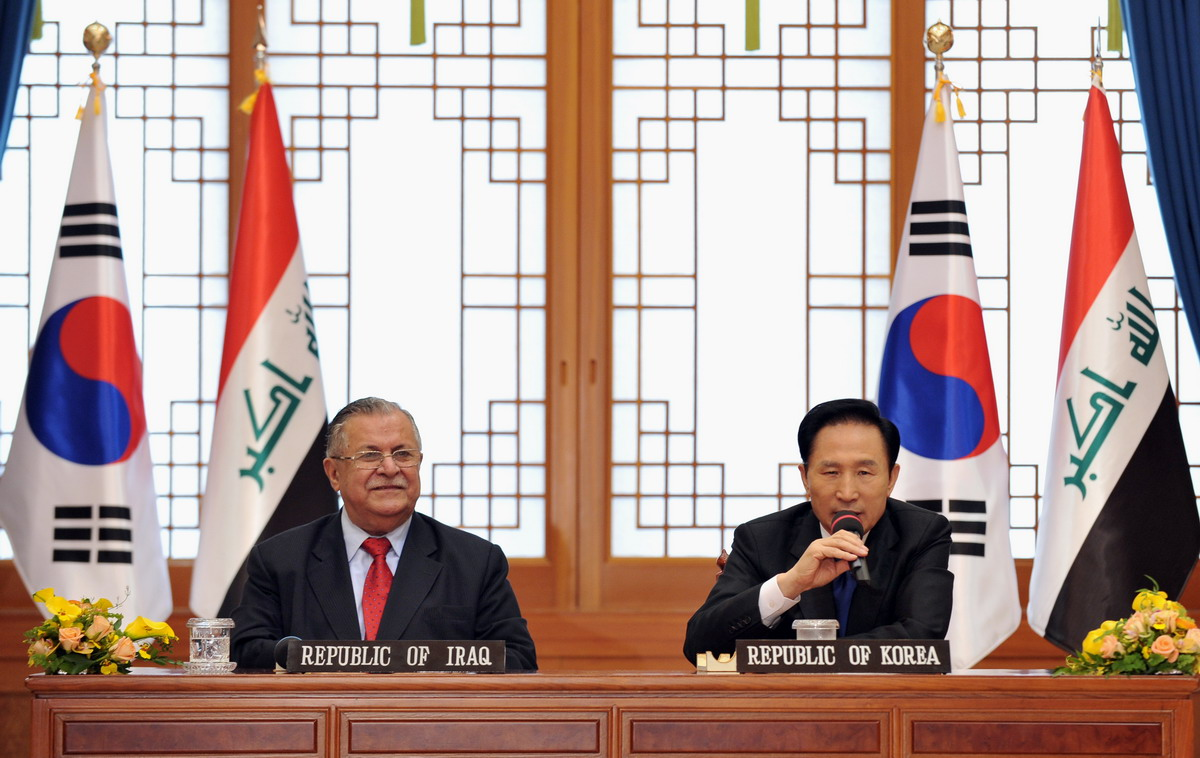
2009年2月4日，塔拉巴尼访问韩国，与韩国总统李明博会面

塔拉巴尼畢業於巴格達大學法律系，他是库尔德斯坦爱国联盟的创建者之一，曾长期领导库尔德人反抗萨达姆政权。
2005年4月，當選為伊拉克過渡政府總統。新憲法生效後，2006年4月正式當選為伊拉克總統。2007年6月20日，塔拉巴尼對中國進行了國事訪問。2010年11月成功连任总统。
2012年12月，塔拉巴尼因动脉硬化导致中风，随后前往德国治疗。2014年7月返回伊拉克，同年卸任总统。
2017年10月3日，塔拉巴尼在德国一家医院逝世，享年84岁。

## 外部連結
| 前任： 加齊·亞瓦爾 臨時總統 | 伊拉克總統 2005年－2014年 | 继任： 福阿德·馬蘇姆 |